# Аскаров, Алибек Асылбаевич
Алибек Асылбаевич Аскаров (род. 24 января 1951, с. Черновая Катонкарагайского района Восточно-Казахстанской области) — казахский писатель, полиграфист, лауреат Государственной премии Республики Казахстан (2001). Заслуженный деятель Казахстана (2006).

## Биография
Окончил Алма-Атинское художественное училище (1975), КазГУ (1982).
С 1975—1986 годах художественный редактор, литсотрудник, заведующий отделом, ответственный секретарь журнала «Білім және еңбек» («Знание и труд»).
В 1986—1991 годах главный редактор издательства «Өнер» («Искусство»).
В 1991—1993 годах референт, старший референт Аппарата Президента и Кабинета Министров Республики Казахстан, в 1993—1996 годах заместитель министра печати и массовой информации Республики Казахстан, в 1996—1998 годах заместитель председателя Национального агентства Республики Казахстан по делам печати и массовой информации, в 1998—2004 годах — директор Департамента Министерства информации и общественного согласия Республики Казахстан (с 2004 — Департамент Министерства культуры, информации и спорта Республики Казахстан).
Аскаров — автор книг о природе родной земли, о сохранении её богатств: «Горные красавицы» (1979), «В дебрях тайги» (1981), «Путешествие в зелёный мир» (1985), «Ранняя роса» (1989), «Родники рождаются в горах» (2001), «Манящая сила белоснежных вершин» (2004).

## Награды и звания
- 1998 — звания «Почётный гражданин Катон-Карагайского района»;
- 2001 — Государственная премия Республики Казахстан;
- 2006 — почётное звание «Қазақстанның еңбек сіңірген қайраткері» (Заслуженный деятель Казахстана) — за значительный вклад в развитие отечественной литературы.;
- 2014 — Орден «Парасат»;
- 2016 — Благодарственное письмо Президента Республики Казахстан с вручением нагрудного знака «Алтын барыс»;
- 2020 — Орден «Барыс» 2 степени;
- Правительственные медали, в том числе:
  - Медаль «10 лет независимости Республики Казахстан» (2001);
  - Медаль «10 лет Конституции Республики Казахстан» (2005);
  - Медаль «10 лет Астане» (2008);
  - Медаль «20 лет независимости Республики Казахстан» (2011);
  - Медаль «20 лет Конституции Республики Казахстан» (2015);
  - Медаль «25 лет независимости Республики Казахстан» (2016);
  - Медаль «20 лет Астане» (2018);